# 青銅小鱸
青銅小鱸為輻鰭魚綱鱸形目鱸亞目河鱸科的其中一種，分布於美國Coosa河及Tallapoosa河流域，體長可達9公分，棲息在礫石底質的溪流，屬肉食性，以水生昆蟲為食。